# Kombinat Tabak
Das VE Kombinat Tabak Berlin (1978 bis 1982) beziehungsweise der VEB Kombinat Tabak Dresden (ab 1982) wurde 1978 gegründet und war ein Kombinat in der Deutschen Demokratischen Republik.
Zu den Produkten der Kombinatsbetriebe zählten Zigaretten und Zigarren sowie Kau- und Schnupftabak. Zu den vertriebenen Marken zählten Cabinet, f6, Karo, Duett, Club, Juwel und Semper. Für Zigarren wurde die Marke Sprachlos genutzt.
Das Kombinat unterstand dem Ministerium für Bezirksgeleitete Industrie und Lebensmittelindustrie. Weitere zentralgeleitete Kombinate im Zuständigkeitsbereich dieses Ministeriums sind in der Liste von Kombinaten der DDR aufgeführt. 
Das Kombinat wurde als Nachfolger der VVB Tabakindustrie gegründet, welche ihrerseits 1958 mit Sitz in Berlin gegründet wurde. Zum Zeitpunkt der Kombinatsgründung befand sich der Stammbetrieb – und der Kombinatssitz – ebenfalls in Berlin. Im Jahr 1982 wurde die Kombinatsleitung dem neuen Stammbetrieb VEB Vereinigte Zigarettenfabriken Dresden übertragen.
Im Zuge der Wende und der anschließenden Wiedervereinigung wurde das Kombinat 1990 aufgelöst und seine Betriebe wurden privatisiert. Eine vollständige Übernahme des Kombinats durch Philip Morris International misslang im Frühjahr 1990 aufgrund eines Vetos der DDR-Wettbewerbsbehörde. Die Kombinatsbetriebe wurden anschließend einzeln privatisiert. Nortak Nordhausen wurde hierbei von Reemtsma übernommen, die Dresdner Betriebe fielen an Philip Morris und die Berliner Fabrik an Reynolds.

## Zugehörige Betriebe
Zum Kombinat gehörten zuletzt die folgenden Betriebe:
- VEB Vereinigte Zigarettenfabriken Dresden (VEZIFA); (Stammbetrieb)
- VEB Bandtabak Malchin
- VEB Berliner Zigarettenfabrik
- VEB Rauchtabakfabrik Unitas Schwerin
- VEB Nortak Tabakfabriken Nordhausen
- VEB Tabakkontor Dresden
- VEB Waldheimer Stumpen
- VEB Wissenschaft und Technik - Tabakindustrie - Dresden
- VEB Zigarrenfabriken Dingelstädt
- VEB Zigarettenfabrik Treffurt